# Fenestrellina cyclofenestrata
Fenestrellina cyclofenestrata is een mosdiertjessoort uit de familie van de Fenestellidae. De wetenschappelijke naam van de soort is voor het eerst geldig gepubliceerd in 1902 door Condra.